# Fındıklı, Kalkandere
Fındıklı là một xã thuộc huyện Kalkandere, tỉnh Rize, Thổ Nhĩ Kỳ. Dân số thời điểm năm 2010 là 445 người.